# プローディト
プローディト（Plaudit、1895年 - 1919年）はアメリカ合衆国のサラブレッドの競走馬、種牡馬。1898年のケンタッキーダービーを制した。

## 経歴

### 出生
母シンデレラは1886年にJ・D・ニート博士が手に入れた1歳の牝馬2頭のうちの1頭で、もう1頭のタランテラIIとともにニートの所有するキンダーガーテンスタッドへ繋養、繁殖牝馬となった。プローディトは1985年に同牧場で生まれた。半兄にベルモントステークス馬のヘイスティングズがおり、同馬がベルモントステークスを制した翌年にデビューしたプローディトも大きく期待を集めていた。

### 2歳時（1897年）
1897年、プローディトは2歳の時にエドワード・ダドリー・ブラウン調教師のもとでデビューし、7月にはシンシナティ競馬場のエメラルドステークスで早くもステークス競走勝ちの称号を手にして周囲の期待に応えた。
2歳シーズンの途中、プローディトはシープスヘッドベイ競馬場で行われたフューチュリティステークスで4着になった後に、同世代の有力馬ハンバーグの所有者でもあったケンタッキー州の大馬主、ジョン・エドワード・マッデンに6,500ドルで購入され、調教師もアルバート・サイモンズへと交代された。
この年の9月29日、グレーヴセンド競馬場で行われた8.5ハロン（約1708メートル）の一般競走にプローディトは出走した。この競走は古馬との混合戦で、さらにエドワード・ブラウン調教師の管理する1896年のケンタッキーダービー馬ベンブラッシュもここに出走しており、2歳のプローディトは41倍の大穴扱いを受けた。しかし、この競走でプローディトは90ポンド（約40.8キログラム）と非常に軽いハンデキャップを与えられており、この軽ハンデを活かして36ポンド差あるベンブラッシュをハナ差で破る大金星を挙げた。
翌月の競走でその年のシーズンを終え、この年は12戦してシャンペンステークスとナーサリーステークスを含む4勝を挙げた。

### 3歳時（1898年）
3歳時の5月、プローディトはその年の初戦に第24回のケンタッキーダービーに出走、4頭立ての2番人気に支持された。スタートで先頭に立ったのは3番人気イザベイであったが、間もなく1番人気リーバーカールが先頭を奪った。プローディトはウィリー・シムズ騎乗のもと後ろで待機し、最後の直線に入ったところで追い込みをかけた。猛然とした追い込みによってゴール線の目前でリーバーカールを追い抜き、プローディトはハナ差で優勝を手にした。この時の2着と3着の着差は、20馬身差があったとされている。
その後、クラークステークスで再びリーバーカールを破り、オークツリーダービーにも勝って連勝、翌戦バックアイステークスでは対戦馬が出なくなり単走を経験した。
この頃、当時競走馬の所有・生産に興味を示し始めたウィリアム・コリンズ・ホイットニーが、プローディトを25,000ドルで購入したいという商談をマッデンに持ちかけた。マッデンもこれに応じ、翌戦のローレンスリアライゼーションステークスにはホイットニー所有のもと出走している。しかし、ここではかつての同僚ハンバーグに敗れて2着となり、さらにその次の競走でも2着になった上、その競走によってプローディトは故障してしまった。このため、マッデンはホイットニーに12,000ドルを支払い、プローディトを買い戻している。
この年は8戦をこなし、うち4戦で勝利、残り4戦は2着に入る優秀な成績を収めた。プローディトは3歳で引退し、マッデンがケンタッキー州レキシントンに開設した牧場・ハンバーグプレイスファームでの初期種牡馬の1頭となった。

## 種牡馬入り後
半兄のヘイスティングズが大きく成功をおさめる一方、プローディトはそれほど大きな繁殖成績を挙げることができなかった。クリオ・ホーガンの著した『Index to Stakes Winners 1865-1967』によれば生涯で22頭のステークス競走勝ち馬を出しているが、ハンバーグプレイスファームにおいては他の種牡馬の成績が常に上回り、さらには1912年より同牧場に移籍したリーディングサイアー・スターシュートの活躍によって、プローディトの種牡馬としての活路は完全に断たれた。
プローディトの産駒で最も活躍したのが、1905年生まれの牡馬キングジェームズであった。同馬は3歳ごろまでは強豪馬の2着・3着ばかりに終わっていたが、それらがいなくなった4歳以降に頭角を現し、メトロポリタンハンデキャップなどの競走で優勝している。スパー（ウィザーズステークスなど）やマイディア（トロントオータムカップなど）といった活躍馬を出し、その血を後世に伝えた。この父系の代表的な子孫にはドクターフェイガーやホーリーブルなどがいる。このほかの産駒に、1911年の最優秀古牡馬に選ばれたプレートグラス（1906年生・牡馬）、1913年の最優秀2歳牝馬サウザンメイド（1911年生・牝馬）などがいる。
競走では成果を上げられなかったものの、繁殖入りして成果を上げた牝馬の産駒も存在する。ローザマンディ（1911年生・父ヒンドゥー）は1929年のケンタッキーオークス馬ローズオブシャロンの母になり、カジュアリーナ（1911年生・父メルトン）は2代先に1938年の最優秀ハンデキャップ牝馬マリカ、3代先にウィザーズステークス馬オリンピアを出している。
1919年、プローディトは24歳のときにハンバーグプレイスファームで死亡、同地に埋葬された。

## 評価

### 主な勝鞍
1897年（2歳） 12戦4勝
シャンペンステークス、ナーサリーステークス、エメラルドステークス
2着 - ダッシュステークス
1898年（3歳） 8戦4勝
ケンタッキーダービー、クラークステークス、オークリーダービー、バックアイステークス
2着 - ローレンスリアライゼーションステークス、セントルイスダービー、ラトニアダービー
- 主な勝鞍の出典：[2]

## 血統

### 血統表
| プローディトの血統               | プローディトの血統                                      | プローディトの血統                                      | （血統表の出典）                                        | （血統表の出典） |
| 父系                             | ヒムヤー系                                              | ヒムヤー系                                              | ヒムヤー系                                              | [ § 2 ]          |
| 父 Himyar 1875 鹿毛 アメリカ     | 父の父Alarm 1869 鹿毛 アメリカ                          | Eclipse II                                              | Orlando                                                 | Orlando          |
| 父 Himyar 1875 鹿毛 アメリカ     | 父の父Alarm 1869 鹿毛 アメリカ                          | Eclipse II                                              | Gaze                                                    |                  |
| 父 Himyar 1875 鹿毛 アメリカ     | 父の父Alarm 1869 鹿毛 アメリカ                          | Maud                                                    | Stockwell                                               | Stockwell        |
| 父 Himyar 1875 鹿毛 アメリカ     | 父の父Alarm 1869 鹿毛 アメリカ                          | Maud                                                    | Countess of Albemarle                                   |                  |
| 父 Himyar 1875 鹿毛 アメリカ     | 父の母Hira 1864 栗毛 アメリカ                           | Lexington                                               | Boston                                                  | Boston           |
| 父 Himyar 1875 鹿毛 アメリカ     | 父の母Hira 1864 栗毛 アメリカ                           | Lexington                                               | Alice Carneal                                           |                  |
| 父 Himyar 1875 鹿毛 アメリカ     | 父の母Hira 1864 栗毛 アメリカ                           | Hegira                                                  | Ambassador                                              | Ambassador       |
| 父 Himyar 1875 鹿毛 アメリカ     | 父の母Hira 1864 栗毛 アメリカ                           | Hegira                                                  | Flight                                                  |                  |
| 母 Cinderella 1885 鹿毛 イギリス | 母の父Tomahawk 1863 青鹿毛 イギリス                     | King Tom                                                | Harkaway                                                | Harkaway         |
| 母 Cinderella 1885 鹿毛 イギリス | 母の父Tomahawk 1863 青鹿毛 イギリス                     | King Tom                                                | Pocahontas                                              |                  |
| 母 Cinderella 1885 鹿毛 イギリス | 母の父Tomahawk 1863 青鹿毛 イギリス                     | Mincemeat                                               | Sweetmeat                                               | Sweetmeat        |
| 母 Cinderella 1885 鹿毛 イギリス | 母の父Tomahawk 1863 青鹿毛 イギリス                     | Mincemeat                                               | Hybla                                                   |                  |
| 母 Cinderella 1885 鹿毛 イギリス | 母の母Manna 1874 鹿毛 イギリス                          | Brown Bread                                             | Weatherbit                                              | Weatherbit       |
| 母 Cinderella 1885 鹿毛 イギリス | 母の母Manna 1874 鹿毛 イギリス                          | Brown Bread                                             | Brown Agnes                                             |                  |
| 母 Cinderella 1885 鹿毛 イギリス | 母の母Manna 1874 鹿毛 イギリス                          | Tartlet                                                 | Birdcatcher                                             | Birdcatcher      |
| 母 Cinderella 1885 鹿毛 イギリス | 母の母Manna 1874 鹿毛 イギリス                          | Tartlet                                                 | Don John Mare                                           |                  |
| 母系(F-No.)                      | (FN:21-a)                                               | (FN:21-a)                                               | (FN:21-a)                                               | [ § 3 ]          |
| 5代内の近親交配                  | Countess of Albemarle 4x5, Pocahontas 4x5, Lollypop 5x5 | Countess of Albemarle 4x5, Pocahontas 4x5, Lollypop 5x5 | Countess of Albemarle 4x5, Pocahontas 4x5, Lollypop 5x5 | [ § 4 ]          |
| 出典                             | 1. 2. 3. 4.                                             | 1. 2. 3. 4.                                             | 1. 2. 3. 4.                                             | 1. 2. 3. 4.      |

### 母について
記事中では母シンデレラの父馬はトマホーク (Tomahawk) としているが、文献によってはブルールーイン (Blue Ruin) という馬が父であるとされる場合がある。これはジェネラルスタッドブックに記載された時点で既に不明確な状態になっていたもので、第16巻306ページにおいて「Blue Ruin or Tomahawk」と表記されている。他の多くの文献もこれに則っているが、「Tomahawk or Blue Ruin」と表記順が逆になっているものもある。
シンデレラは未出走に終わった1885年生まれのイギリス産馬で、繁殖牝馬として13頭の競走馬を産み、ヘイスティングズ・プローディトのほかに、ハンサム（1892年生、牡馬。ハイドパークステークスなど）、グレンハイム（1896年生、牡馬。ジュヴェナイルステークス）と4頭のステークス勝ち馬を出した。
また、シンデレラは3頭の牝馬を産んでおり、そのうちの1頭でシンデレラ最後の産駒であったスリッパーズ（1904年生）はハリー・ペイン・ホイットニーに購入され、繁殖牝馬としてプリークネスステークス優勝馬バスキンを出した。スリッパーズは牝系としても優秀で、その3代先にケンタッキーダービー馬ウィスクリー、プリークネスステークス馬ヴィクトリアンを出している。